# Sidusa recondita
Sidusa recondita är en spindelart som beskrevs av Peckham, Peckham 1896. Sidusa recondita ingår i släktet Sidusa och familjen hoppspindlar. Inga underarter finns listade i Catalogue of Life.